# Xã Homer, Quận Benton, Iowa
Xã Homer (tiếng Anh: Homer Township) là một xã thuộc quận Benton, tiểu bang Iowa, Hoa Kỳ. Năm 2010, dân số của xã này là 203 người.